# Río Klujor
El río Klujor (en ruso: Клухор) es un río del Gran Cáucaso, en el distrito de Karacháyevsk de la república de Karacháyevo-Cherkesia de Rusia, en la reserva natural de Teberdá. Es un afluente, una vez cambia de nombre a Gonachjir, del río Teberdá, que desemboca en el Kubán.

## Curso

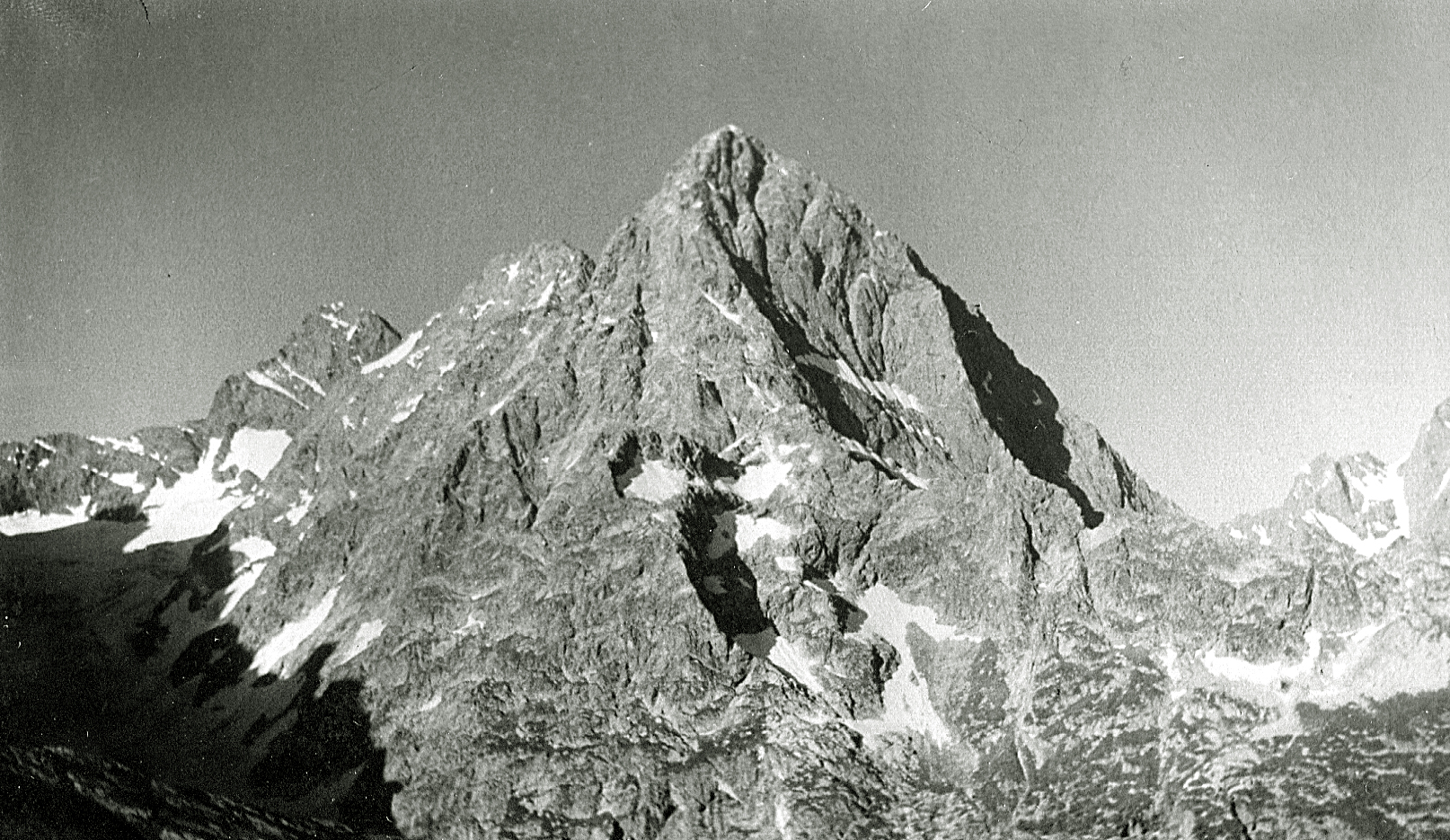
Monte Chotcha.

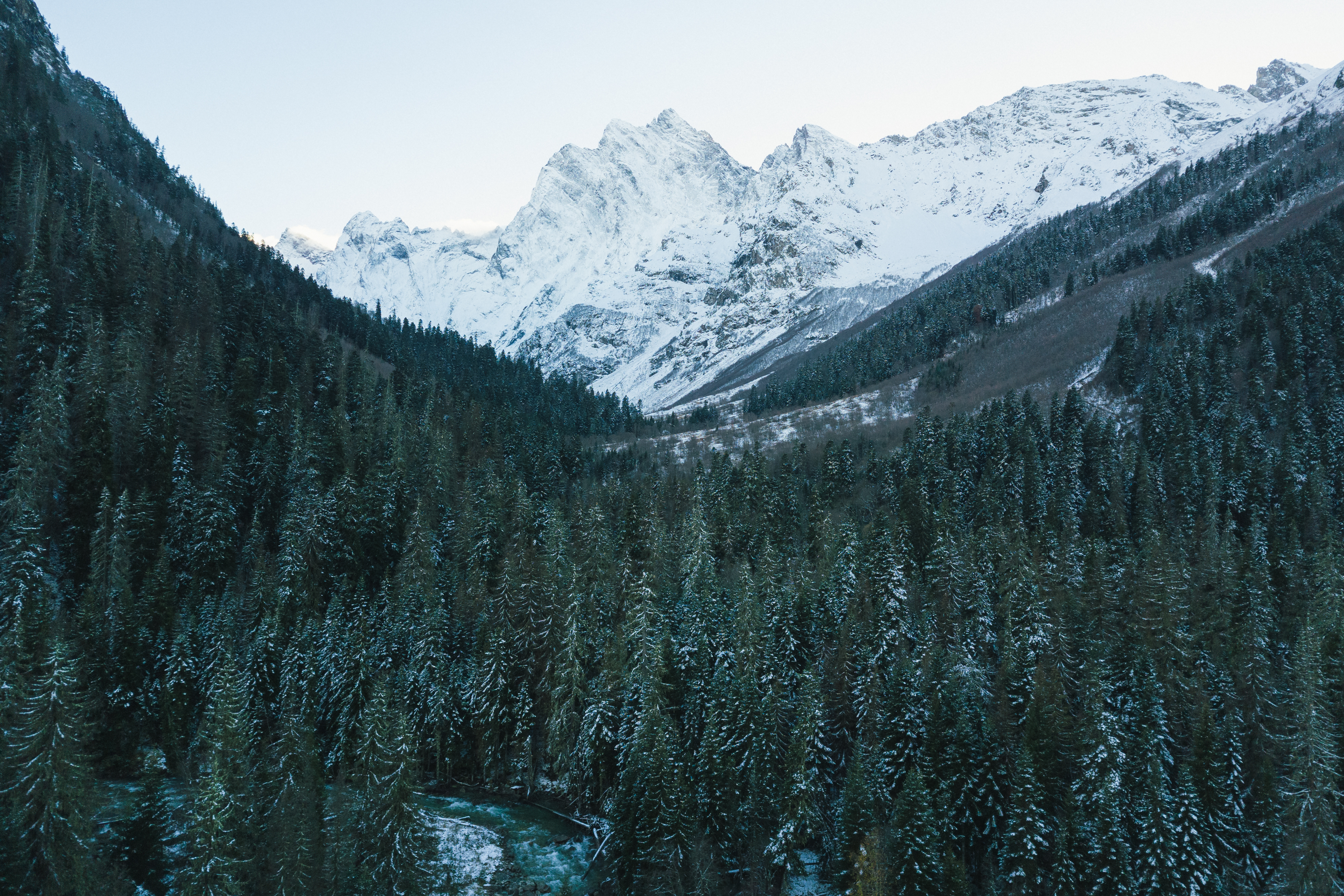
Valle del Klujor.

El río nace de la confluencia del río Séverni Klujor, que baja del paso de Klujor y las vertientes nororientales del pico Chotcha, y del río Chotchasu que baja de las vertientes occidentales del pico. El río discurre hacia el noroeste durante 11 km antes de llegar a su fin. en los que deja en su orilla derecha el lago Tumanli-Guel y sus principales afluentes, el Ariu-Chat y el río Kichi-Murudzhu, donde se sitúa el puesto fronterizo ruso de la carretera militar de Sujumi. Cambia de nombre a Gonachjir tras recibir al Buulguén por su orilla izquierda.